# Stan (orkaan)
Orkaan Stan was de achttiende tropische storm en de elfde orkaan van het Atlantische orkaanseizoen 2005. De orkaan trof Mexico en Centraal-Amerika en veroorzaakte 1628 doden, waarvan velen door modderstromen. Vooral Guatemala werd bijzonder zwaar getroffen. Het is pas de derde keer in de geschiedenis dat er een achttiende storm is genoemd, een bewijs dat het orkaanseizoen van 2005 erg actief was. Stan is waarschijnlijk de dodelijkste Atlantische orkaan van 2005. Hoewel orkaan Mitch, die in 1998 in dezelfde regio toesloeg, meer levens eiste, is Stan qua materiële en financiële schade met die orkaan vergelijkbaar.

## Geschiedenis

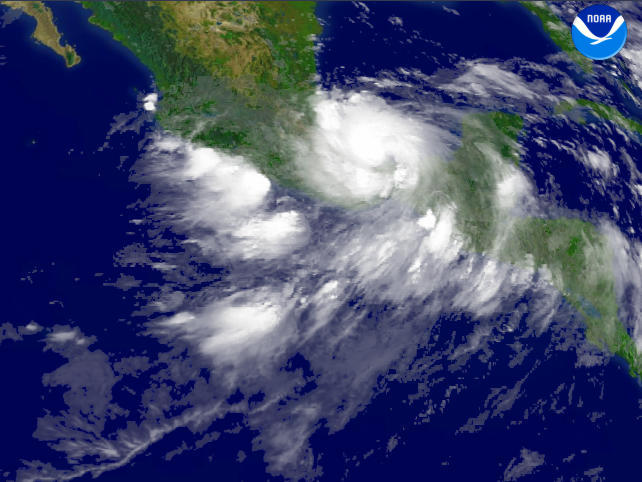
Orkaan Stan

Op 17 september vertrok een tropische onweersstoring van de Afrikaanse kust westwaarts, waaruit boven de Caribische Zee een lagedrukgebied ontstond. Op 1 oktober had deze depressie voldoende tropische kenmerken om te promoveren tot tropische depressie en een dag later, voor de kust van Yucatán, tot tropische storm Stan. Boven Yucatán viel Stan terug tot tropische depressie, maar toen hij over het warme water van de Golf van Campeche trok, werd hij weer opgewaardeerd tot tropische storm en later tot een orkaan van categorie 1. Stan kwam wederom aan land, dit keer in Veracruz. Terwijl de orkaan in kracht afnam, trok hij verder naar het zuiden over de bergachtige regio's van Mexico en Centraal-Amerika. Op 5 oktober verdween de storm. Restanten van de storm bleven gedurende lange tijd hangen boven de Grote Oceaan. Men was bang dat deze restanten zich zouden hergroeperen tot een tropische storm, die de naam Pilar zou krijgen. De kust tussen Puerto Vallarta en Acapulco liep het risico getroffen te worden door Pilar. Deze angst bleek echter ongegrond.

## Gevolgen
Hoewel Stan zelf niet sterk was (hij bereikte maar gedurende een paar uur orkaankracht), is de schade enorm. Na Stan is het in Zuid-Mexico, Guatemala en El Salvador hevig gaan regenen. Dit veroorzaakte talloze modderstromen. Stan eiste 1628 levens. In sommige gebieden is de dagen na Stan 500 millimeter regen gevallen. In El Salvador werd dit verergerd door het uitbarsten van de Santa Anavulkaan. In El Salvador werd de noodtoestand uitgeroepen, net zoals in Guatemala waar 24.000 mensen hun huis moesten verlaten. Het dorp Panabaj bij Santiago Atitlán werd volledig bedolven onder een modderstroom en er zijn meer dan 50 lichamen geborgen. Rond het Atitlánmeer werden een aantal dorpen haast volledig van de kaart geveegd. Een aantal kleine nederzettingen zijn officieel uitgeroepen als massagraf, omdat er honderden mensen onder de modder bedolven zijn geraakt. In El Palmar werd een vitale brug vernietigd, waardoor het getroffen gebied nauwelijks te bereiken was. In Quetzaltenango was een brandstoftekort opgetreden. In El Salvador zijn 54.000 mensen gevlucht. De Pan-Amerikaanse Snelweg is op verschillende plaatsen vernield door de modder. In Guatemala en El Salvadorzijn de meeste doden geteld. 1513 in Guatemala en 69 in El Salvador. In Mexico was er ernstige schade aan infrastructuur in de staten Veracruz, Oaxaca en Chiapas. 33 rivieren traden er buiten hun oevers. In de stad Tapachula zijn 8000 huizen vernield. De rivier die door deze stad stroomt, is zodanig aangezwollen, dat alle bruggen werden vernietigd en de stad in twee delen uiteenviel. 100.000 mensen werden geëvacueerd en zeker 200 nederzettingen waren van de buitenwereld afgesloten. Mexico's oliebedrijf PEMEX heeft haar medewerkers van boorplatforms in de Golf van Mexico geëvacueerd, maar voor zover bekend is er geen schade toegebracht aan de platforms. In Honduras en Guatemala is een groot deel van de koffieoogst verloren gegaan. Andere getroffen landen zijn Nicaragua en Costa Rica.
Volgens Greenpeace zijn de modderstromen versterkt door grootschalige ontbossing.

### Slachtoffers per land
Het aantal slachtoffers per land:
- Guatemala 1513
- El Salvador 69
- Mexico 36
- Nicaragua 3
- Honduras 6
- Costa Rica 1

## Hulpverlening
De Verenigde Staten stuurden voor 100.000 dollar aan hulpgoederen naar het getroffen gebied. De Mexicaanse president Fox beloofde dat hulp onderweg was en stuurde ook goederen naar El Salvador na een verzoek van president Tony Saca, en ook Colombia beloofde hulp. Ook in Guatemala werden de nodige fondsen vrijgemaakt voor hulpverlening. De Guatemalteekse president Óscar Berger verzocht de Verenigde Naties 22 miljoen dollar aan hulp te sturen, waaraan de VN gehoor gaven.
In Nederland werd gironummer 667 geopend voor giften.